# Cleburne (Texas)
Pour les articles homonymes, voir Cleburne.
La ville de Cleburne est le siège du comté de Johnson, dans l’État du Texas, aux États-Unis. Sa population s’élevait à 29 337 habitants lors du recensement de 2010, estimée à 30 223 habitants en 2016.

## Histoire
Cleburne est le troisième siège du comté de Johnson (le premier étant Wardville, aujourd'hui sous le lac Pat Cleburne). 
Anciennement connue sous le nom de Camp Henderson, elle était un avant-poste temporaire de la guerre de Sécession d'où partaient les soldats du comté de Johnson pour la guerre (la plupart d'entre eux servaient sous les ordres du général Cleburne). La ville fut officiellement constituée en 1871.
Cleburne se trouvait à proximité de la première route du comté. L'emplacement était alimenté par le ruisseau West Buffalo, ce qui en faisait une halte pour les éleveurs de bétail de la piste Chisholm.
En août 1886, la Texas Farmers' Alliance se réunit à la Lee's Academy et adopta une résolution politique en 17 points, communément appelée les Revendications de Cleburne, premier document majeur de la révolte agraire de la fin du XIXe siècle.
En 1900, Cleburne accueillit le congrès fondateur de la Fédération du Travail de l'État du Texas.
Cleburne était principalement un centre agricole et le siège d'un comté jusqu'à l'ouverture d'une importante ligne ferroviaire par la Santa Fe Railroad en 1898. À cette époque, la population connut un essor considérable, devenant une ville importante pour la région, comptant plus de 12 000 habitants en 1920. Le Chicago, Texas and Mexican Central Railway reliait Cleburne à Dallas en 1882. Deux autres compagnies ferroviaires avaient des terminus à Cleburne. Le Dallas, Cleburne and Southwestern Railway acheva une ligne jusqu'à Egan en 1902, et le Trinity and Brazos Valley, surnommé le Boll Weevil, opéra au départ de Cleburne de 1904 à 1924.

## Géographie
Cleburne se trouve à l'ouest du comté de Johnson, à 48 km au sud de Fort Worth. Elle est bordée au nord par Joshua et à l'est par Keene. La Route 67 traverse le nord de la ville par une rocade ; elle mène à Alvarado sur 19 km à l'est et à Stephenville sur 85 km à l'ouest. Les routes nationales 171 et 174 traversent le centre de Cleburne par Main Street. La route 171 mène au nord-ouest jusqu'à Cresson sur 31 km et au sud-est jusqu'à Hillsboro sur 47 km, tandis que la route 174 mène au nord jusqu'à Burleson sur 24 km et au sud-ouest jusqu'à Meridian sur 61 km. 
Selon le Bureau du recensement des États-Unis, Cleburne a une superficie totale de 32,5 miles carrés (84,1 km2), dont 29,6 miles carrés (76,6 km2) sont des terres et 2,9 miles carrés (7,4 km2), soit 8,86 %, sont recouverts d'eau. Les ruisseaux East et West Buffalo traversent le centre de Cleburne, coulant vers le sud jusqu'à la rivière Nolan et une partie du bassin versant de la rivière Brazos.

## Éducation
La ville est équipée par le district scolaire indépendant de Cleburne, dont le lycée de Cleburne est le seul établissement. Le district gère également une école alternative, la Team School, et Phoenix, qui est l'école disciplinaire. Le district gère deux collèges pour les élèves de la 6e à la 4e : le collège A.D. Wheat et l'école intermédiaire Lowell Smith. Les écoles élémentaires de Cleburne sont Adams, Coleman, Cooke, Gerard, Irving, Marti et Santa Fe (de la maternelle au CM2). Une école privée (Cleburne Christian Academy) accueille les élèves de la 4e à la Terminale.
Le campus du comté de Johnson du Hill College se trouve à Cleburne.

## Source
- (en) Cet article est partiellement ou en totalité issu de l’article de Wikipédia en anglais intitulé « Cleburne, Texas » (voir la liste des auteurs).